# Josia interrupta
Josia interrupta là một loài bướm đêm thuộc họ Notodontidae. Nó được tìm thấy từ Cordillera miền trung của Colombia. There is one record from Panama.